# Zomba, Tolna
Zomba  este un sat în districtul Bonyhád, județul Tolna, Ungaria, având o populație de 2.203 locuitori (2011). 

## Demografie
Componența etnică a satului Zomba
     Maghiari (85,98%)
     Germani (9,27%)
     Romi (3,56%)
     Necunoscut (0,5%)
     Alții (0,68%)
Componența confesională a satului Zomba
     Romano-catolici (58,78%)
     Fără religie (7,49%)
     Luterani (3,4%)
     Reformați (2,91%)
     Necunoscută (26,55%)
     Alte religii (1,27%)
Conform recensământului din 2011, satul Zomba avea 2.203 locuitori. Din punct de vedere etnic, majoritatea locuitorilor (85,98%) erau maghiari, existând și minorități de germani (9,27%) și romi (3,56%). Apartenența etnică nu este cunoscută în cazul a 0,5% din locuitori.  Din punct de vedere confesional, majoritatea locuitorilor (58,78%) erau romano-catolici, existând și minorități de persoane fără religie (7,49%), luterani (3,4%) și reformați (2,91%). Pentru 26,55% din locuitori nu este cunoscută apartenența confesională.